# Próba Fukudy
Próba Fukudy – badanie określające prawidłowość posturologicznych odruchów karkowych.

## Opis badania
Mając zamknięte oczy i wyciągnięte przed siebie ręce, badany ma pokonać niewielką odległość idąc po wyznaczonej linii. Czynność tę powtarza trzykrotnie: trzymając głowę zwróconą wprost przed siebie, skręcając ją w lewą stronę, a następnie w prawo. W pierwszym przypadku obserwuje się odchylenie od linii prostej w lewą lub prawą stronę, w drugim – w prawą, a w trzecim – w lewą stronę. Odchylenie od linii o więcej niż 30 stopni świadczy o zaburzeniu systemu sterowania postawą związanym z asymetrycznym napięciem mięśni szyi.